# Expedición de Benavente al Perú
Durante la Guerra de Independencia del Perú, los pedidos de auxilio que Simón Bolívar había efectuado a Chile en 1823, dieron como resultado el envío de una expedición de 2.000 a 2.500 soldados al mando del ex carrerino coronel José María Benavente enviada por el gobierno de Ramón Freire. Esa expedición retornó a Chile sin entrar en combate, desembarcando solamente 300 soldados que se unieron al Ejército Unido Libertador del Perú.

## Instrucciones
Benavente llevaba instrucciones de Freire para el jefe del ejército chileno en el Perú general Francisco Antonio Pinto, dadas el 15 de octubre, pretendiéndose cambiar el estatus de las fuerzas chilenas en el Perú, las que hasta entonces se hallaban bajo el mando del gobierno peruano, a diferencia de las fuerzas argentinas y colombianas que gozaban de otros privilegios de autonomía. El Ejército Unido Libertador del Perú debía dar lugar a la División Auxiliar Chilena, fusionándose en esta las fuerzas expedicionarias con las que se hallaban en el Perú. Se ordenaba que la división no se involucrase en los asuntos internos peruanos, permaneciendo a las órdenes del general en jefe que nombrara ese país. Los ascensos quedarían reservados al gobierno chileno y no se debía permitir que se dividiesen las unidades ni se le sacaran soldados para incorporarlos a otra bandera. Debía además exigir el reemplazo de las bajas producidas con soldados peruanos.

1.° Reunida a la primera división que salió de Chile en 1820, la que marcha con esta fecha, formarán ambas un solo cuerpo de ejército, que se titulará División ausiliar chilena, i permanecerá bajo el mando de un solo jeneral.

2.° El objeto de la división ausiliar chilena es auxiliar al Perú en la guerra contra las armas españolas, que son el enemigo común de los estados aliados. Prescindirá, por consiguiente, de mezclarse en cualquiera desavenencia interior si por desgracia se sucitasen partidos, facciones, rebeliones o variedad de gobiernos. En tal caso representará el jeneral, modesta pero dignamente, el encargo de su gobierno; i no obstante las protestaciones u órdenes que se le comuniquen, permanecerá neutral, dando sí inmediatamente cuenta al gobierno de Chile i al enviado chileno residente cerca del gobierno del Perú.

4.° La división ausiliar va a disposición del gobierno del Perú, cuyos decretos obedecerá, i servirá también bajo las órdenes del jeneral en jefe que para los ejércitos unidos nombrará aquel gobierno; salvo siempre la economía interior de la división, promociones, ascensos, etc., que pertenecen esclusivamente al gobierno de Chile i al jeneral especial de la división(...)

## Partida de la expedición
La flota de cuatro transportes partió de Valparaíso el 15 de octubre de 1823 transportando los batallones N° 7 (554 plazas) y N° 8 (509 plazas) al mando del teniente coronel José Rondizzoni y del francés Jorge Beauchef respectivamente, junto con el Regimiento de Cazadores a Caballo (403 plazas con 700 caballos) a cargo del francés Benjamín Viel. Otros 233 soldados se habían embarcado previamente en los barcos Valdivia e Isabel por temor a la deserción. Se llevaba además un refuerzo de caballos para el general Andrés de Santa Cruz, quien se hallaba operando en los puertos intermedios. 
En La Serena se unieron 300 reclutas sueltos destinados a engrosar el batallón N° 2 que se hallaba en el Perú, al mando del coronel José Santiago Aldunate. Otro grupo de soldados estaba destinado a completar el batallón N° 5.
Benavente debía pasar el mando de la expedición al general Pinto, una vez que lo encontrase, conservando su jefatura del Estado Mayor. Escoltaban a los transportes los buques de guerra Rosa, Moctezuma y Lautaro, siendo el jefe de la escuadrilla el capitán Guillermo Winter.
El ministro peruano José de Larrea y Loredo describió la fuerza en una carta a Santa Cruz el 4 de septiembre de 1823:

Las fuerzas que caminan se componen de 2.500 hombres de toda arma: entre ellas van 600 de caballería al mando de su coronel el señor Viel, militar frances sobresaliente i esperimentado en las últimas guerras de Europa, i sus soldados también excelentes como prácticos en el manejo de los caballos. Llevarán consigo 600 de éstos, independientes de los de US., i proporcionados por este gobierno, que ha tomado empeño en ello. La demas tropa es brava i disciplinada, supliendo su valor i robustez el mayor número que yo habia solicitado i no he podido conseguir.

El mismo día se dirigió a Antonio José de Sucre:

Esta se compone de 2.500 hombres en conformidad de mis estipulaciones con este gobierno; lleva buenos jefes i oficiales i la jente es valerosa i robusta; toda está vestida i lleva víveres para dos meses.

## Arica
El 27 de octubre arribaron a Arica, puerto que se hallaba dominado por el general Portocarreño. Sucre había destinado a Santa Cruz para que viajase a Arica y tomara el mando de los chilenos, hallándose en la bahía en el transporte Catalina. Los realistas se hallaban en las cercanas Tacna y Moquegua.
Instrucciones que Sucre había dado a Santa Cruz:

2.° V. S. tendrá por objeto no solo distraer un cuerpo enemigo de 2.000 hombres sobre la costa, sino también aprestar cuanto pueda para que en caso de que llegue la espedicion de Chile, se mueva con la mas grande prontitud posible.

4.° Lo que digo respecto de las operaciones de V. S. en atención a las tropas con que queda, es igual respectivamente al caso en que llegue la espedicion de Chile. Si ésta viene, ningún objeto mas importante que apoderarse del Desaguadero i provincias del alto Perú, como operación esencial i absoluta; pero si las fuerzas enemigas cargadas al sur lo impidiesen, a lo menos tomar a Arequipa, porque nos importa poseer toda la costa, para que en caso que llegue a cumplirse en el Perú el armisticio celebrado en Buenos Aires, nos encuentre posesionados de toda la costa, i si es posible, del Alto Perú. Si es que la espedicion de Chile viene trayendo 600 bombres de caballería i caballos buenos, suficientes, será fácil una empresa contra fuerzas iguales.

Santa Cruz envió una comunicación a Benavente, quien llegó en el Monctezuma, sin expresarle la situación de derrota experimentada por sus tropas:

Los objetos de mi estacion en este puerto son de divertir al enemigo por esta parte, i adelantar las ventajas a que haya lugar por el orden de la campaña, concurriendo esencialmente a la grande operacion que ha emprendido por el norte S. E. el Libertador.

Benavente llamó a una junta de guerra que resolvió marchar hasta el puerto de Pisco, en donde suponí que se hallaba Pinto con fuerzas chilenas. Santa Cruz insistió comunicándole las órdenes recibidas de Sucre, pero Benavente tenía informes de que Portocarreño se pasaría a las fuerzas realistas dejando indefensas a las tropas chilenas en Arica, en donde serían sorprendidas. Sospecha que se concretó posteriormente al momento de partir la flota chilena. Una nueva insistencia de Santa Cruz hizo que Benavente contestara que no entraría en acción de guerra alguna hasta que regresara la Monctezuma desde Pisco, a donde la envió en busca del general Pinto. Luego Santa Cruz cambió de parecer y pidió que la flota chilena siguiera hacia el puerto de Santa en el norte del Perú.
Como los capitanes ingleses de los barcos exigieron pagas mayores, Benavente acordó marchar hacia Santa por miedo a quedar desprotegido y a merced de las exigencias de los capitanes ingleses si se iba el buque de guerra peruano Protector al mando del almirante Martin George Guisse que dominaba el puerto de Arica.

## Regreso a Coquimbo
Pinto había salido de Arequipa con parte de las fuerzas al mando de Sucre, embarcándose en Ilo hacia Pisco. Al llegar retrasado del resto de la división a ese puerto se encontró con la orden de Sucre, recibida de Bolívar, de no desembarcar la división en ese puerto y retroceder hacia Cobija en el desierto de Atacama a las fuerzas chilenas (unos 500 hombres), mientras que las colombianas debían seguir hacia el norte, para que la mando de Rudecindo Alvarado se iniciara una expedición desde el sur hacia el Alto Perú. Pinto y Alvarado se embarcaron en el barco peruano Balcarce rumbo a su nuevo destino. Durante el viaje ese barco se cruzó con la flota de Benavente que viajaba hacia Santa, pasando este al Balcarce. Pinto resolvió abandonar la orden de dirigirse a Cobija, punto en donde pensaba que se perdería el ejército debido a su aridez, y se dirigió al puerto de Coquimbo con los auxiliares chilenos, previo a pasar por Cobija para buscar a los buques que se habían dirigido hacia allí y llevar a toda la división. Alvarado no quiso desobedecer a Bolívar y se separó de la expedición. El velero que conducía a Pinto, fue perseguido por la goleta corsaria General Valdez salida de Chiloé, pero sin darle alcance. La Lautaro que conducía a los caballos, se encontró en situación de falta de agua y se decidió sacrificarlos.
Pinto despachó a Benavente hacia Valparaíso en el Sesostris para informar al gobierno chileno. Se produjo el caso curioso de que el gobierno chileno y también Bolívar habían decidido también hacer regresar la división a Coquimbo, sin que lo supiera Pinto al momento de tomar la resolución.

## Chilenos que permanecieron en el Perú
El coronel José Santiago Sánchez fue enviado por Pinto a Lima en busca de las fuerzas chilenas remanentes de la expedición libertadora, constituidas por los batallones número 4 y 5 y de los 100 artilleros chilenos del Callao. Estos últimos sin embargo, permanecieron en el Callao a solicitud del gobierno peruano, expresando el Congreso de ese país el 13 de diciembre de 1823:

Lima, diciembre 13 de 1823.

Enterado el Soberano Congreso de la nota de V. S. sobre las indicaciones hechas por el coronel del ejército espedicionario de Chile don José S. Sánchez, ha resuelto:

1.° Que se den las mas expresivas gracias al Gobierno de Chile i al expresado coronel por su jeneroso allanamiento a dejar la artillería en servicio de esta República.

2.° Que queden en el pais todos los soldados cívicos naturales de él.

3.° Que los esclavos sean devueltos a sus amos.

4.° Que queda a la discreción del gobierno tratar i convenir con el coronel Sánchez sobre el punto de desertores.

De orden del mismo le comunicamos a V. S. para que S. E. el Presidente de la República disponga lo necesario a su cumplimiento. Dios etc, - -A. Ferrara, diputado secretario.

En los últimos días de 1823 la flota llegó al puerto de Coquimbo, excepto el buque en el que viajaba Aldunate con 300 reclutas que se había separado de la expedición y arribó al puerto de Santa ignorando los acontecimientos. El coronel Gutiérrez de la Fuente comunicó a Bolívar desde Santa el 13 de diciembre de 1823:

Del arribo de las tropas de Chile al puerto de Santa di parte a S. E. hace mas de cuatro dias. Estos son 300 hombres que conduce el coronel Aldunate. Arribaron a este puerto por no haber podido tomar el del Callao ni ningun otro intermedio. Intentan volver al Callao i para esto me han pedido ausilios, que he determinado se les dé.

Conformaron el Batallón N° 2 de Chile, se dirigieron luego al Callao, situándose en el cercano pueblo de Bellavista. 

El batallon número 2 de Chile con 300 hombres, se halla en Bellavista. Berindoaga a Bolívar el 5 de febrero de 1824

Aldunate pretendió regresar a Chile con sus soldados, pero Bolívar se lo impidió. El 5 de febrero de 1824 se produjo la Sublevación del Callao, en la que tomaron parte los artilleros de la Compañía de Artillería de Chile, pasándose a los realistas junto con fuerzas argentinas, peruanas y colombianas. Aldunate con sus soldados siguió a Necochea, llegando al pueblo de Huacho. Allí Sucre intercambió a Aldunate los soldados chilenos por reclutas peruanos y los incorporó al Batallón Vargas y a la caballería colombiana, Aldunate regresó a Chile a principios de 1824.
El historiador chileno Gonzalo Bulnes dice al respecto en su libro Últimas campañas de la independencia del Perú (1822-1826):

En este lugar el jeneral Sucre, siguiendo aquel antiguo sistema de que tanto se habían quejado Pinto i él, en vez de formar con esos soldados un cuerpo especial, le pidió a Aldunate que le cambiase los chilenos por reclutas peruanos, e incorporó aquéllos en la caballería de Colombia i en el batallon de infantería Várgas.

Lo que por parte de Sucre fue una exijencia indebida, fue una debilidad por la de Aldunate. Bastaba considerar que los jefes arjentinos habian salvado la autonomía del rejimiento de Granaderos, tan desastrosamente perdido, i formado con sus restos, que fluctuaban entre 80 i 120 hombres, un nuevo cuerpo con bandera arjentina, para que Aldunate comprendiese que le estaba trazado su deber. Si en vez de condescender al pedido de Sucre, Aldunate obtiene, como lo hizo Necochea, que se le entregaran sobre la base de su tropa, otro número igual de chilenos sacándolos de los que habia en el Ejército Libertador, habria peleado un cuerpo o rejimiento de Chile en la batalla de Ayacucho; él se habria llenado de gloria i le habria prestado a su pais un servicio de importancia.

Esos chilenos participarían junto a otros chilenos que estaban integrados en los Granaderos a Caballos y en algunos cuerpos peruanos en la Batalla de Ayacucho. Los  efectivos de la expedición Benavente pasaron a formar parte del ejército de Colombia formando parte del regimiento de caballería Húsares de Colombia y del batallón de infantería "Pantano de Vargas".